# ألكسندر لاهوم ساك
ألكسندر لاهوم ساك أو ألكسندر نوموفيتش زاك (1890, موسكو، روسيا - 1955, نيويورك، الولايات المتحدة) هو أستاذ في القانون الروسي اختص في مجال التشريع المالي الدولي.
اشتهر أساسا بفضل تحدثه عن ما يعرف بالديون البغيضة.